# Chamaecrista brevifolia
Chamaecrista brevifolia är en ärtväxtart som först beskrevs av Jean-Baptiste de Lamarck, och fick sitt nu gällande namn av Edward Lee Greene. Chamaecrista brevifolia ingår i släktet Chamaecrista och familjen ärtväxter. IUCN kategoriserar arten globalt som starkt hotad.

## Underarter
Arten delas in i följande underarter:
- C. b. brevifolia
- C. b. glabra